# زهره برزگر
زهره برزگر کاراته‌کای عضو تیم ملی کاراته اهل قائمشهر، استان مازنداران، ایران در وزن ۶۱- کیلوگرم است. او نخستین دارنده مدال طلا زنان ایران در جهان است. برزگر با قهرمانی در مسابقات زیر ۲۱ سال قهرمانی جهان، اولین طلای تاریخ زنان ایران در رقابت‌های جهانی را کسب کرده‌است.

## زندگی
زهره برزگر در شهر قائمشهر استان مازندران، ایران به دنیا آمد. تحصیلات دوره کارشناسی را در دانشگاه آزاد اسلامی واحد ساری گذراند. زهرا برزگر خواهر وی نیز از قهرمانان کاراتهٔ تیم ملی ایران است.

## ورزش حرفه‌ای
برزگر عضو تیم دانشگاه آزاد اسلامی و تیم ملی است.تا سال ۲۰۱۹ برزگر ۱۱مدال جهانی، آسیایی و بین‌المللی کسب کرده‌است که مهم‌ترین آنها، ۳مدال آسیایی، یک طلای جهان در سال ۲۰۱۵ در جاکارتای اندونزی و در سال ۲۰۱۹ بوده‌است.

### تیم ملی
تیم ملی کاراته ایران در نهمین دوره رقابت‌های کاراته قهرمانی جهان که با حضور یک هزار و ۳۶۸ کاراته کای از ۸۶ کشور در شهر جاکارتای اندونزی برگزار شد، برای نخستین بار در بخش دختران توسط زهره برزگر موفق به کسب مدال طلا شد.
در این مسابقات برزگر در وزن ۵۵-کیلوگرم، نماینده شیلی را یک بر صفر شکست داد و سپس حریف چینی را ۲ بر یک برد و در بازی سوم به مصاف کاراته کایی از ونزوئلا رفت و ۳ بر ۲ پیروز شد. در نیمه نهایی با حریفی از مجارستان مبارزه کرد و ۵ بر صفر به برتری رسید و راهی دیدار پایانی شد و در دیدار پایانی به مصاف نماینده ویتنام رفت و با نتیجه ۲ بر صفر پیروز شد و عنوان نخستین زن مدال آور تاریخ تیم ملی زنان کاراته کای ایران در این مسابقات را کسب کرد. در این مسابقات تیم ملی ایران با کسب یک مدال طلا، یک نقره و ۸ برنز در مکان هفتم قرار گرفت.

## افتخارات
- طلای بازی‌های آسیایی در اندونزی
- برنز مسابقات آسیایی امارات
- برنز لیگ جهانی ترکیه
- طلای کاپ آزاد تایلند
- نقره مسابقات کاپ آزاد استانبول ترکیه